# Адмирал
Тази статия се отнася за военното звание. За пеперудата вижте Адмирал (пеперуда).
Адмирал е военно звание на висш флотски офицер.
Във Военноморските сили от Въоръжените сили на България се използват следните адмиралски звания:
- адмирал
- вицеадмирал
- контраадмирал
- флотилен адмирал

## Произход
Думата произлиза от арабското amir-al- أمير الـ, „командир (господар) на“ (като например amir-al-bahr أمير البحر „господар на моретата“).